# Gréta Salóme
Gréta Salóme Stefánsdóttir, född 11 november 1986, är en isländsk sångerska och låtskrivare. 

## Biografi
Salóme kommer från en musikalisk familj. Hon började lära sig att spela fiol år 1991, endast 4 år gammal. När hon var 13 började hon studera vid en musikskola i Reykjavik. Hon har sedan dess fortsatt studera musik. Hon spelar bland annat fiol i den isländska symfoniorkestern.

## Eurovision Song Contest

### Eurovision Song Contest 2012
Salóme skickade in två låtar till Söngvakeppni Sjónvarpsins 2012. Det var från början endast meningen att hon skulle skicka in låten "Aldrei sleppir mér" som framfördes av Heiða & Guðrún Árný, men efter att en kollega hört "Mundu eftir mér" som hon under sommaren 2011 spelat in tillsammans med sångaren Jónsi så bestämde hon sig för att skicka in den också och då båda kom med hade hon två av sina låtar med i uttagningen. Den som hon själv framträdde med vann tävlingen medan "Aldrei sleppir mér" även den tog sig till final men slutade på plats 3 till 7 av 7 finalister.
Hon och Jónsi representerade därmed Island i Eurovision Song Contest 2012 med den engelska versionen av "Mundu eftir mér" som fick titeln "Never Forget". Hon och Jónsi framförde låten i den första semifinalen den 22 maj i Baku i Azerbajdzjan. Där lyckades de ta sig vidare till finalen som hölls den 26 maj. Där hamnade de på 20:e plats med 46 poäng.

### Eurovision Song Contest 2016
Salomé representerade Island även i Eurovision Song Contest 2016 i Stockholm, med låten "Hear Them Calling". Hon framförde låten i tävlingens första semifinal 10 maj, men låten gick inte vidare till final.

## Diskografi

### Album
- 2012 - The Silence

### Singlar
- 2012 – "Never Forget" / "Mundu eftir mér" (med Jónsi)